# Sbornyj (obwód samarski)
Sbornyj (ros. Сборный) – osiedle w Rosji, w obwodzie samarskim, w rejonie syzrańskim. W 2010 liczyło 1122 mieszkańców.